# Омиртай, Ермек
Ермек Омиртай (род. 3 августа 1992 года) - казахстанский тяжелоатлет.

## Карьера
Тренируется у Сергея Седова.
Бронзовый призёр юниорского чемпионата Азии 2011 года с результатом 145	кг + 180 кг = 325 кг.
На взрослом чемпионате Азии 2012 года в категории до 85 кг был восьмым.
Чемпион Азии 2015 года в категории до 85 кг с результатом 161 кг + 203 кг = 364 кг.
Участник чемпионата мира 2015 года. После результата в 165 кг в рывке, трижды не смог справиться со штангой весом 200 кг на толчке и выбыл из борьбы.
Мастер спорта Республики Казахстан международного класса.